# Fettjeån
Fettjeån (Fättjeån, Stor-Fättjeån) är ett cirka 10 km långt vattendrag i Klövsjöfjällen i sydvästra Jämtland.  
Ån är mest berömd för det omkring 60 meter höga Fettjeåfallet. 
Största biflödet är den cirka 5 km långa Lill-Fettjeån som ansluter sig från höger, nära utloppet i Klövsjön.